# Onias III
Pour les articles homonymes, voir Onias.
Le grand prêtre Onias III (hébreu חוניו), fils de Simon (probablement Simon le Juste), est un grand prêtre du Temple de Jérusalem au IIe siècle av. J.-C. (187 à 175 av. J-C). Il est le dernier des grands prêtres légitimes, car considérés comme descendants de la lignée de Sadoq. Onias III est déposé en -175. Son frère et successeur Jason, qui est imposé par Antiochus IV, est considéré comme un usurpateur.

## Biographie
Onias III est vraisemblablement le fils de Simon le Juste, et non d'un hypothétique Simon II (en) comme le prétend Flavius Josèphe.
L'auteur du deuxième livre des Maccabées s'attache à décrire Onias comme un homme bon et recherchant la justice. Il semble qu'il ait adopté un parti pro-lagide contrairement à son père, pro-séleucide. Sa politique pro-lagide se reflète dans ses liens avec Hyrcan le Tobiade, un grand partisan du parti égyptien. Onias garda même l'argent déposé par Hyrcan dans le Temple de Jérusalem.
Onias, en tant que grand prêtre, concentrait dans ses mains à la fois une charge religieuse et un pouvoir politique civil dont étaient exclus ceux n'appartenant pas à la lignée des grands prêtres.  Lorsque Simon le Benjamite (de la tribu de Benjamin, donc pas de la descendance d'Aaron), intendant du Temple, cherche à obtenir une charge plus importante et qu'Onias lui refuse, il dénonce Onias au pouvoir séleucide. Il met au courant Apollonius, le gouverneur de Syrie et de Phénicie, qu'Onias dispose de réserves d'argent importantes en plus du trésor du Temple (l'argent déposé par Hyrcan notamment). Il convainc le gouverneur séleucide qu'il doit récupérer cet argent pour éviter qu'Onias ne s'en serve pour financer le parti pro-lagide contre le souverain séleucide Séleucos IV. L'action de Simon conduit à l'envoi à Jérusalem du général Héliodore pour inspecter le trésor du Temple. La suite des événements après l'arrivée à Jérusalem d'Héliodore n'est pas claire, mais il semble qu'il échoue et qu'il rentre à Antioche les mains vides.
La situation politique d'Onias est délicate : sa position en tant que dirigeant est affaiblie car contestée, le gouverneur de Syrie montre son intention d'intervenir dans les affaires intérieures de la Judée et le danger d'une guerre civile à Jérusalem devient imminent. Onias décide de se rendre à Antioche pour donner sa version des événements à Séleucos IV et pour renforcer sa position. C'est alors que Séleucos meurt, remplacé par son frère Antiochus IV (-175). Antiochus, engagé dans un conflit avec Rome (il était lui-même otage à Rome) et avec les souverains égyptiens, choisit de ne pas soutenir Onias, pro-lagide, et de vendre la charge de grand prêtre à Jason, le frère d'Onias. Onias est déposé en 174 av. J.-C.. À la suite de sa déposition, il semble qu'Onias s'enfuit à Sparte, avant de revenir à Antioche où il vit en exil. Il est assassiné à Daphné, dans la périphérie d'Antioche vers la fin 171 ou au début 170 av. J.-C.. - semble-t-il parce qu'il avait dénoncé les malversations de Ménélas (en), grand prêtre à la suite de Jason. Cet assassinat est évoqué dans le livre de Daniel (Da 11,22).
Certains chercheurs considèrent qu'il a été le fondateur de la mouvance des esséniens et voient en lui le « Maître de Justice » mentionnés dans les manuscrits de Qumrân. Les esséniens se sont toujours réclamés de leur fidélité à Sadoq, le grand prêtre de Salomon et donc premier grand prêtre, en date, du Temple. Les Oniades, cette famille à laquelle appartint Onias III, furent les derniers des sadocites connus. La communauté scientifique fut d'abord favorable à cette identification, puis l'a ensuite pratiquement abandonnée pour dater d'une époque plus récente l'apparition de la mouvance essénienne, mais sans parvenir à une proposition consensuelle. Selon une hypothèse, les Oniades auraient exercé le souverain pontificat de -159 à -152, période pour laquelle le nom du grand prêtre reste inconnu.